# نیتا تاداتسونه
نیتّا تاداتسونه (به ژاپنی: 仁田 忠常 にった ただつね Nitta Tadatsune)؛ ۱۱۶۷ – ۱۲ اکتبر، ۱۲۰۳  (سن ۳۷ ) بوشی، سامورایی در شوگون‌سالاری کاماکورا در دوره هی‌آن اهل ژاپن بود. او به عنوان نگهدارنده و ملازم نزدیک شوگون میناموتو نو یوریتومو و میناموتو نو یوری‌ایه خدمت می‌کرد. او برای کشتن سوگا سوکه‌ناری در جریان حادثه انتقام برادران سوگا (آدائوچی برادران سوگا) در داستان هیکه شناخته می‌شود.